# 아트리 (힌두교)
아트리 또는 앗트리는 아그니, 인드라, 그리고 베다의 다른 신들에게 수많은 슐로카를 작곡한 공로를 인정받는 베다 시대의 현자이다. 아트리는 힌두교 전통에서 사프타리시 (일곱 명의 위대한 베다 시대 현자) 중 한 명이며, 리그베다에서 가장 많이 언급된다.
리그베다의 다섯 번째 만달라 (제5권)는 그를 기리기 위해 아트리 만달라라고 불리며, 그 안에 있는 87개의 슐로카는 그와 그의 후손들에게 귀속된다.
아트리는 또한 푸라나와 힌두 서사시인 라마야나와 마하바라타에서도 언급된다.

## 전설

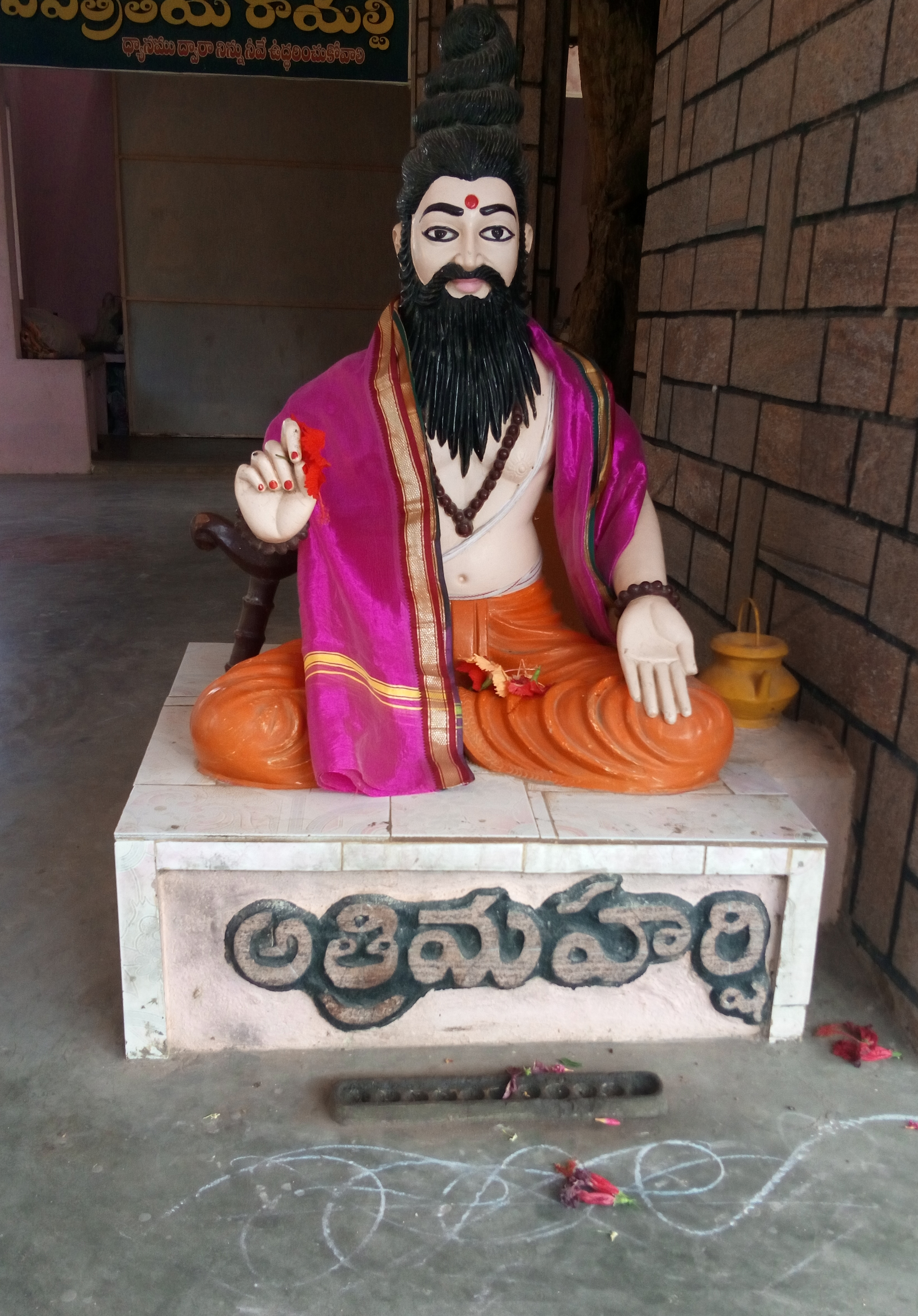
안드라프라데시주의 아트레야푸람 마을에 있는 아트리 동상.

아트리는 아가스티야, 바르드와자, 고타마, 자마다그니, 바시슈타, 그리고 비슈바미트라와 함께 일곱 위대한 리시 또는 사프타리시 중 한 명이다. 베다 시대의 전설에 따르면, 현자 아트리는 아나수야 데비와 결혼했다. 그들은 세 아들을 두었는데, 다타트레야, 두르바사, 그리고 찬드라이다. 신성한 기록에 따르면, 그는 일곱 사프타리시 중 마지막이며 혀에서 유래했다고 믿어진다. 아트리의 아내는 아나수야였는데, 그녀는 일곱 여성 파티브라타 중 한 명으로 여겨진다. 신성한 목소리로부터 고행을 하라는 지시를 받았을 때, 아트리는 기꺼이 동의하고 엄격한 고행을 했다. 그의 헌신과 기도에 기뻐한 힌두 삼위일체, 즉 브라흐마, 비슈누, 그리고 시바가 그 앞에 나타나 그에게 축복을 제안했다. 그는 세 신 모두가 자신에게서 태어나기를 원했다. 또 다른 버전의 전설에 따르면 아나수야는 자신의 순결의 힘으로 세 신을 구했고, 그 대가로 그들은 그녀의 자녀로 태어났다. 브라흐마는 그녀에게서 찬드라로 태어났고, 비슈누는 닷타트레야로, 시바는 부분적으로 두르바사로 태어났다. 아트리에 대한 언급은 다양한 경전에서 찾아볼 수 있으며, 그 중 리그베다가 특히 주목할 만하다. 그는 또한 다양한 시대와 연관되어 있으며, 특히 라마야나 시대의 트레타 유가에서 그와 아나수야가 라마와 그의 아내 시타에게 조언을 했다. 이 부부는 또한 강 강가를 땅으로 내려오게 한 것으로도 알려져 있으며, 이에 대한 언급은 시바 푸라나에서 찾아볼 수 있다.
그는 발미키 라마야나에서 남쪽에 거주했다고 한다. 이는 푸라나 전통에 의해서도 지지된다.

## 리그베다의 선견자

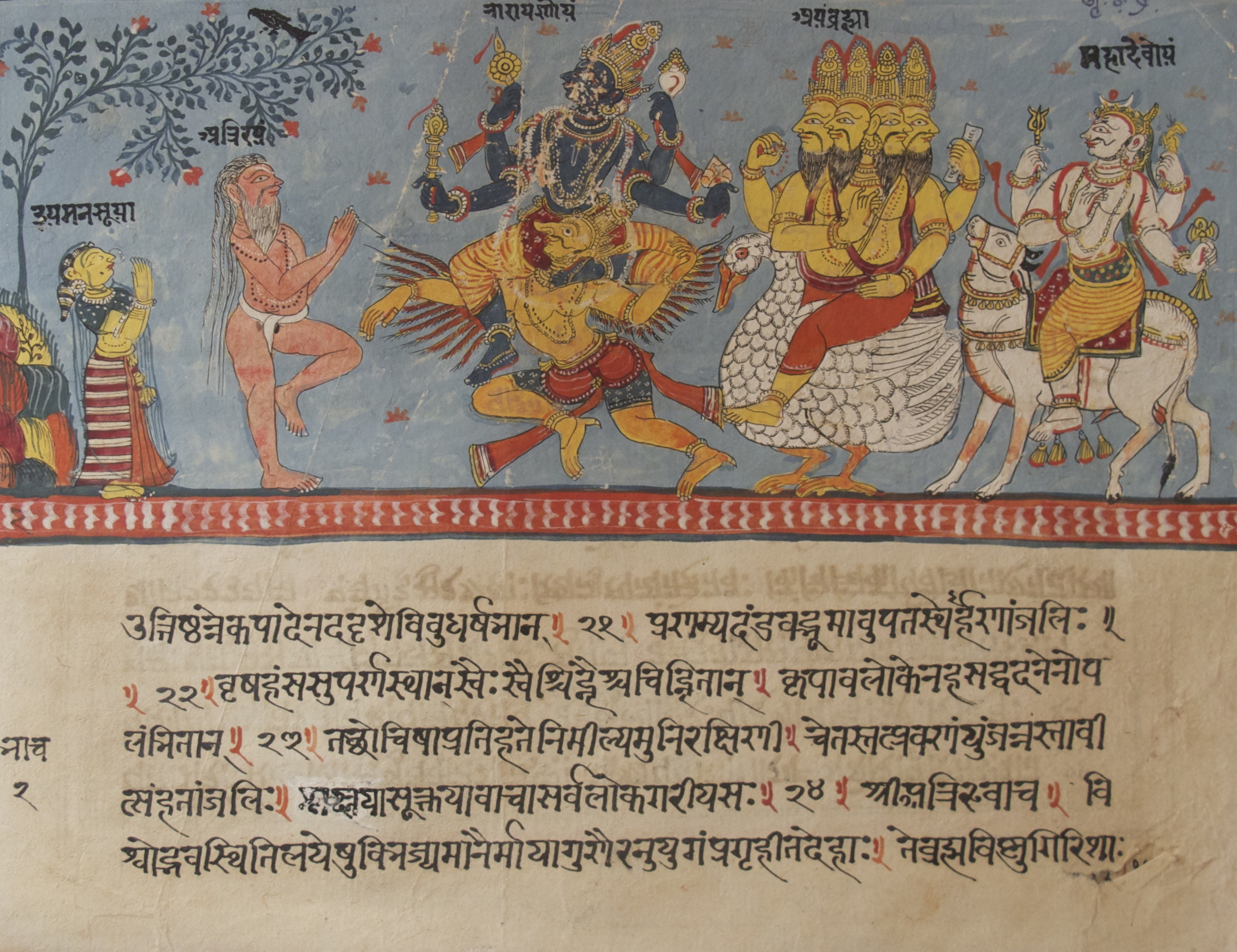
트리무르티를 만나는 아트리와 아나수야의 이야기를 묘사한 바가바타 푸라나 필사본 페이지(PhP 4.1.21–25) (자이푸르, 18세기 후반 종이).

그는 리그베다의 다섯 번째 만달라 (제5권)의 선견자이다. 아트리에게는 리그베다와 다른 베다 경전의 편집에 기여한 많은 아들과 제자들이 있었다. 만다라 5권은 87개의 슐로카로 구성되어 있으며, 주로 아그니와 인드라에게 바쳐졌지만, 비스베데바스("모든 신들"), 마루트, 쌍둥이 신 미트라-바루나 그리고 아슈빈에게도 바쳐졌다. 각각 두 개의 슐로카는 우샤스 (새벽)와 사비트르에게 바쳐졌다. 이 책의 대부분의 슐로카는 아트리 씨족의 작곡가들, 즉 아트레야에게 귀속된다.
리그베다의 아트리 슐로카는 그 멜로디 구조뿐만 아니라 수수께끼 형태로 영적 사상을 담고 있다는 점에서 중요하다. 이 슐로카들은 산스크리트어의 유연성을 활용하여 어휘적, 문법적, 형태론적, 동사적 유희를 포함한다. 아트리 만다라의 리그베다 5.44 슐로카는 겔드너와 같은 학자들에 의해 리그베다 전체에서 가장 어려운 수수께끼 슐로카로 간주된다. 이 구절들은 또한 슐로카 5.80에서 새벽을 명랑한 여성으로 시적으로 표현하는 등, 신성하게 영감받은 시를 통해 자연 현상을 우아하게 표현하는 것으로도 유명하다.
다섯 번째 만달라는 아트리와 그의 동료들에게 귀속되지만, 현자 아트리는 10.137.4와 같은 다른 만달라에서도 리그베다의 수많은 다른 구절들에 언급되거나 그 공로를 인정받는다.

## 라마야나
라마야나에서 라마, 시타, 락슈마나는 아트리와 아나수야를 그들의 암자에서 방문한다. 아트리의 오두막은 신성한 음악과 노래가 들리는 호수 근처, 꽃과 푸른 수초로 가득하고 많은 "두루미, 물고기 잡는 새, 떠다니는 거북이, 백조, 개구리, 분홍색 거위"가 있는 치트라쿠타에 있다고 묘사된다.

## 푸라나
다양한 중세 시대 푸라나에서 아트리라는 이름의 여러 현자들이 언급된다. 아트리에 대한 전설들은 다양하고 일관성이 없다. 이들이 같은 사람을 지칭하는지, 아니면 같은 이름을 가진 다른 리시들을 지칭하는지는 불분명하다.

## 문화적 영향

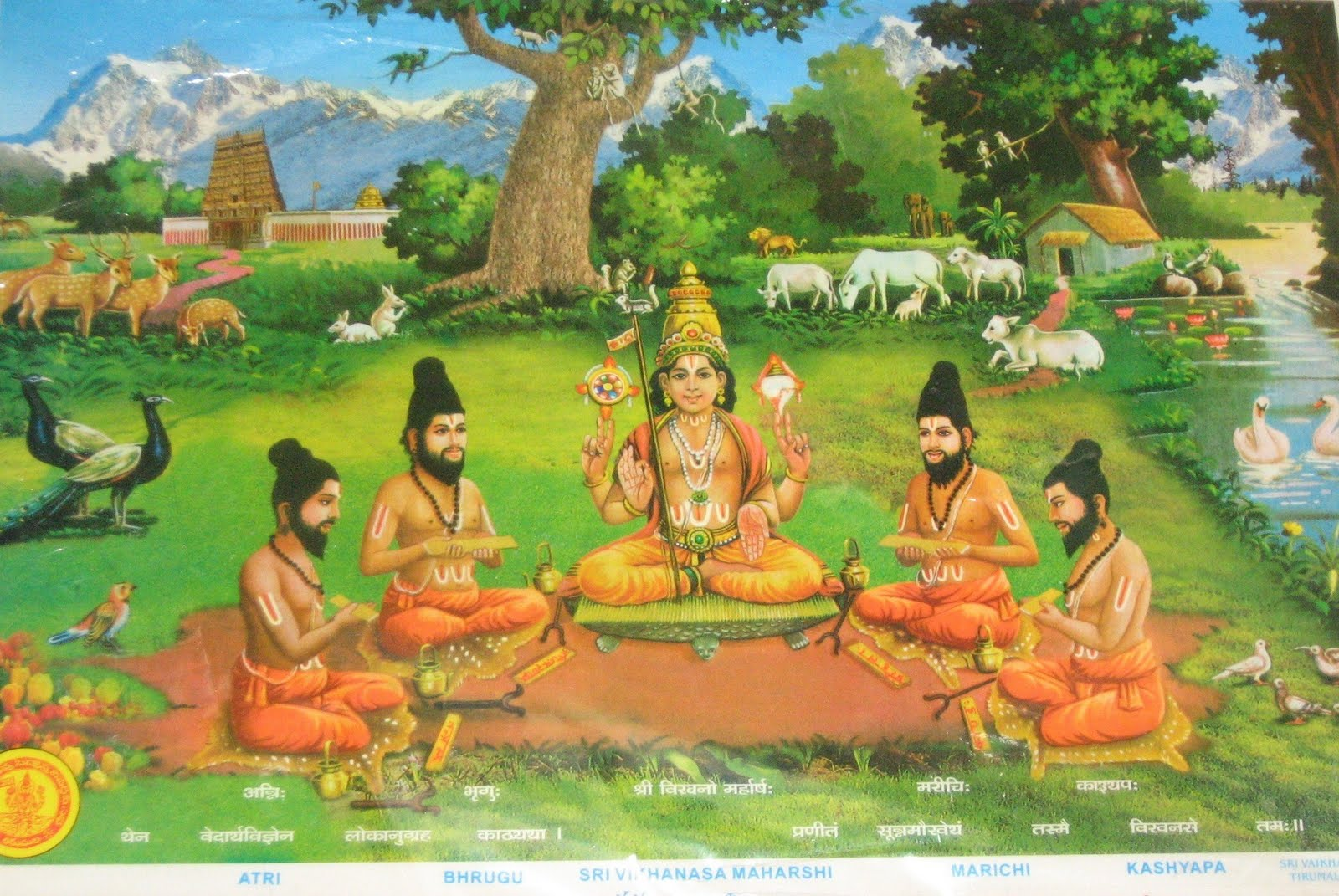
왼쪽에서 오른쪽으로: 아트리, 브리그, 비카나사, 마리치, 카샤파.

티루파티 근처 남인도에서 발견되는 비슈누파 내의 바이카나사스 하위 전통은 그들의 신학을 아트리, 마리치, 브리그, 카샤파라는 네 명의 리시 (현자)에게 돌린다. 이 전통의 고대 문헌 중 하나는 아트리 삼히타인데, 이는 매우 불일치하는 필사본 파편들로 남아있다. 이 문헌은 바이카나사 전통의 브라만들을 위한 행동 규범이다. 아트리 삼히타의 남아있는 부분들은 이 문헌이 다른 것들과 함께 요가와 생활 윤리를 다루었음을 시사하며, 다음과 같은 계율을 포함한다:

자제:

- 만약 물질적 또는 영적 고통이 다른 사람에 의해 발생하고, 화를 내지 않고 복수하지 않으면, 그것을 다마라고 부른다.

자선:

- 수입이 제한적이라 할지라도, 매일 조심스럽고 너그러운 정신으로 무언가를 베풀어야 한다. 이것을 다나라고 부른다.

연민:

- 자신의 관계와 친구, 자신을 질투하는 자, 심지어 자신의 적에게도 자신과 같이 행동해야 한다. 이것을 다야라고 부른다.

— 아트리 삼히타, MN 더트에 의해 번역됨

바이카나사스는 남인도에서 여전히 중요한 공동체이며, 그들은 베다 유산을 고수한다.

## 같이 보기
- 압햐사
- 아트리의 일식
- 인도 철학자 목록
- 바르트리하리